# بيتر إس. كارمايكل
بيتر إس. كارمايكل (بالإنجليزية: Peter S. Carmichael)‏ هو مؤرخ أمريكي، ولد في 13 فبراير 1966.